# Cabañas (La Paz)
Cabañas é um município de Honduras, localizado no departamento de La Paz.